# Lago di Monate
Il lago di Monate  è un lago prealpino di origine glaciale della Lombardia situato in provincia di Varese tra il lago di Varese e il lago Maggiore.

## Geografia
I comuni che si affacciano sul lago sono Cadrezzate con Osmate, Comabbio, e Travedona-Monate. Il lago è alimentato da sorgenti sotterranee ed alcune rogge tra cui il Rio Freddo, ha un unico emissario nel torrente Acquanegra che sfocia nel lago Maggiore nel comune di Ispra in località Sabbie d'Oro.
Le acque del Lago di Monate sono di una limpidezza notevole, di origine sorgiva e quindi pulitissime. È considerato tra i laghi italiani quello più pulito in assoluto, se non si considerano i laghetti di montagna.
Sulle rive sono presenti ampi tratti di canneto che si alternano con fitta boscaglia e ninfee.

## Storia
La pesca fu una delle attività economiche principali delle popolazioni in riva al lago. I diritti di pesca vennero acquistati nel 1652 dai Biglia, nobili milanesi, che li cedettero nel 1783 al marchese e duca Pompeo Litta Arese. Nell'Ottocento passarono ai Borghi (che avevano acquistato anche il Lago di Comabbio) e nel 1898 l'ing. Pio Borghi cominciò a gestire la pesca con moderni criteri di allevamento e di immissione di pesce selezionato. Vennero introdotti: la trota arcobaleno, il coregone, il persico sole e il gambero della Louisiana. Negli ultimi venti anni si sta verificando una massiccia invasione di specie alloctone, quali luccio, pesce siluro, pesce gatto e boccalone (anche conosciuto con il nome di persico trota)  i quali stanno prevaricando le specie autoctone presenti. Tra queste il coregone, che si è quasi estinto dalle acque del lago, nonostante la presenza massiccia sino ai primi anni del nuovo millennio. 

### Preistoria ed età antica
Nel XIX secolo vennero scoperti tre villaggi palafitticoli preistorici risalenti all'età del bronzo: due stazioni palafitticole furono rinvenute nel 1864 a Cadrezzate (insediamenti del Sabbione e del Pozzolo) e una, nel 1876, a Monate (insediamento dell'Occhio). Tra i materiali rinvenuti figurano strumenti di selce e di bronzo, ceramica varia, asce in pietra levigata, frammenti di telai per tessere e quattro piroghe monossili (ricavate da un unico tronco d'albero scavato) datate 2500 a.C.. 

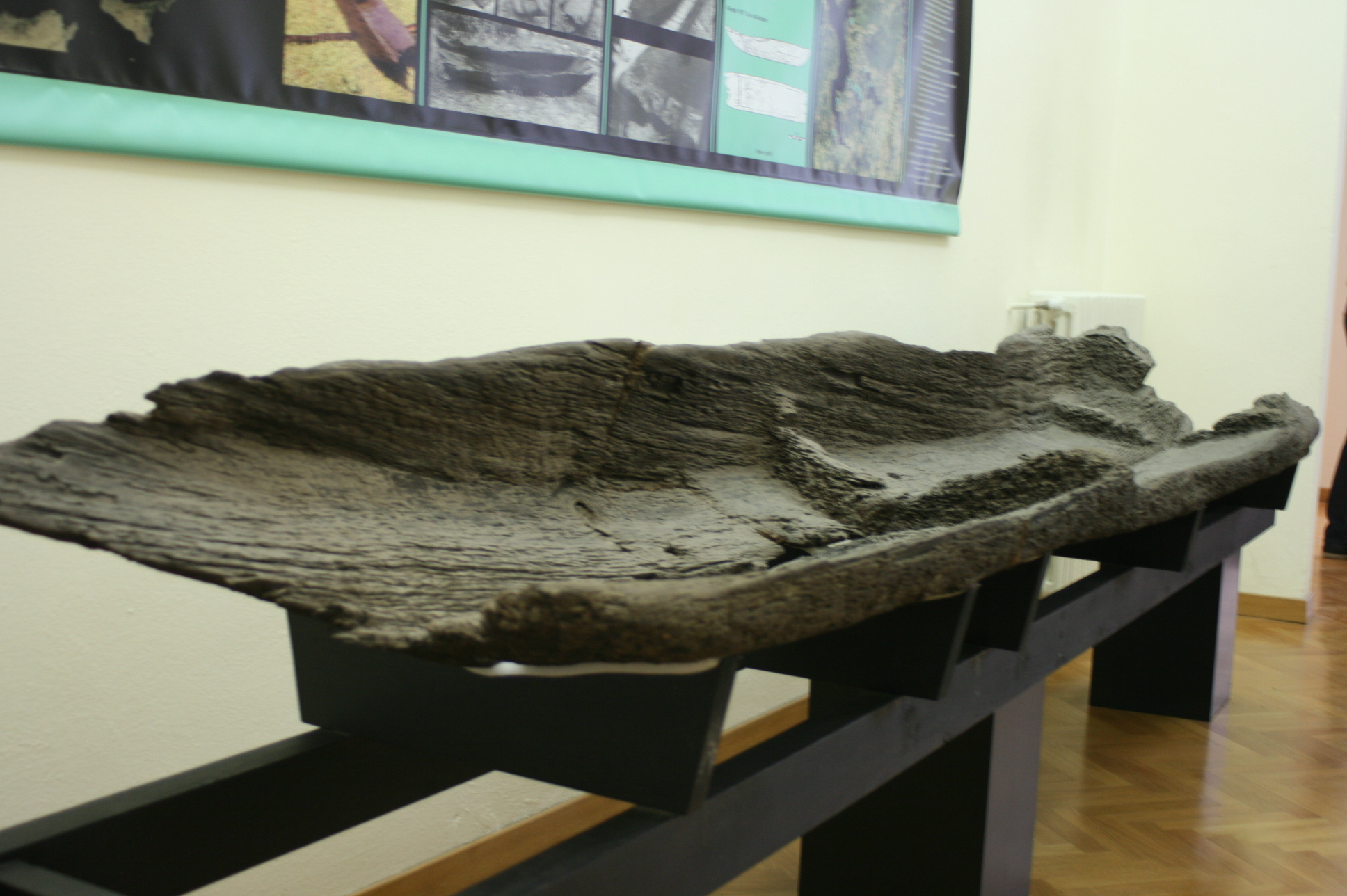
Piroga rinvenuta nel 1971, ora al Museo civico archeologico di Villa Mirabello di Varese

Gli studi sistematici condotti negli anni Novanta del Novecento sulla stazione palafitticola del Sabbione (la più estesa delle tre) hanno fornito alcuni dati che permettono di ipotizzare la sua struttura. I resti delle palificazioni esaminati si trovano ora sommersi, a circa 50 metri dalla sponda del lago e ad una profondità compresa tra i 2 e i 6 metri; le indagini archeologiche hanno rilevato che invece nella sua fase di vita, il villaggio si trovava in prossimità della riva, in ambiente asciutto o umido. Esso era protetto sul lato verso terra da alcune palizzate (costituite essenzialmente da legno di quercia, e in misura minore da ontano e nocciolo) che venivano abbattute e sostituite man mano che l’aumento demografico rendeva necessario l’ampliamento del villaggio. La sua frequentazione risale a 3600 anni fa, ed è durata all’incirca 70 anni, nel periodo di passaggio dall’età del bronzo antico all’età del bronzo medio. La palafitta del Sabbione è stata inserita nel 2011 nella lista UNESCO del Patrimonio Mondiale dell'Umanità, insieme ad altre due stazioni palafitticole della provincia di Varese, l'Isolino Virginia e Bodio Centrale (nel comune di Bodio Lomnago), e assieme ad altri antichi insediamenti sulle Alpi palafitticoli di età preistorica.
Nel lago sono state ritrovate quattro piroghe (nel 1899, 1971 e 1975) caratterizzate da pianta trapezoidale, fondo piatto e fiancate basse, idonee per la pesca nelle acque calme e basse dei piccoli laghi e dei fiumi. La loro datazione non è certa e, per la tipologia costruttiva, si può ipotizzare un lungo periodo che va dal II-III sec. d.C. e il X-XI sec. d.C. Esse sono oggi conservate al Museo archeologico Paolo Giovio di Como, al Museo civico archeologico di Villa Mirabello di Varese, e al Museo della Società Gallaratese per gli Studi Patri di Gallarate.
Nella zona sono stati rinvenuti anche reperti di età romana: alcune tombe (Travedona Monate, Cadrezzate con Osmate, Comabbio), Ternate, resti di una fornace (Travedona Monate), una lapide votiva a Giove (Cadrezzate con Osmate) e alcune lucerne.

## Il lago oggi

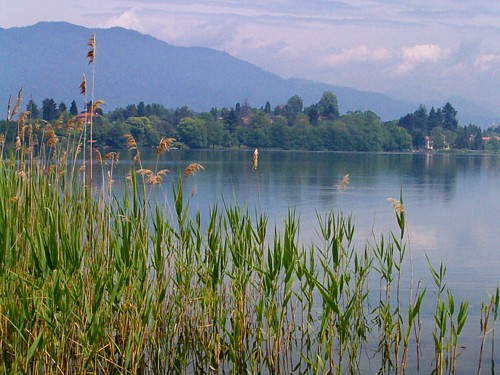
Sponda del lago

La conformazione del lago e il fatto che le sue rive fossero per lo più private ha contribuito a mantenerlo pulito. Inoltre è vietata la navigazione alle imbarcazioni a motore. Per questi motivi, è una meta di praticanti del nuoto in acqua libera e campo di gara per manifestazioni remiere organizzate dalla ASD Canottieri di Monate.
Tra le manifestazioni va ricordata la Festa di Monate, organizzata dalla ASD Canottieri di Monate in occasione della patrona, la Madonna della neve, il primo fine settimana di agosto, oltre alla storica Cuccagna sul Lago, organizzata da un gruppo folkloristico monatese, I Cücagnátt de Muná, gioco competitivo per grandi e piccini che sin dagli anni 60 allieta la prima domenica di Agosto monatese.